# San Andrés del Congosto
San Andrés del Congosto település Spanyolországban, Guadalajara tartományban. San Andrés del Congosto Membrillera, Cogolludo, La Toba és Congostrina községekkel határos. Lakosainak száma 68 fő (2024).

## Népesség
A település népessége az utóbbi években az alábbiak szerint változott:
| Lakosok száma | 85   | 79   | 76   | 92   | 95   | 86   | 82   | 76   | 74   | 68   |
|               | 2001 | 2004 | 2006 | 2009 | 2011 | 2014 | 2016 | 2019 | 2021 | 2024 |